# Banu Mardanish
De Banu Mardanish, wat in het Spaans gelijk is aan de achternaam "Martínez", was een moslimdynastie van muladische oorsprong.

## Geschiedenis
Ze bestuurden verschillende plaatsen en territoria, zoals de taifa van Fraga (1144), die van Valencia (1142-1172) na het einde van de heerschappij van de Almoraviden op het Iberisch Schiereiland, hoewel de Almohaden kort de macht over Valencia en Murcia overnamen. Met zijn hoofdstad in de stad Murcia werd in feite een taifa gesticht in de handen van een prominent lid van de familie, Mohammad ibn Mardanish, beter bekend als de ‘Wolfenkoning’, die met geweld het hele grondgebied van de taifa’s van de stad innam. Valencia en Murcia en ging landinwaarts en verspreidde zich via Albacete, Jaén, Baza, Úbeda, Carmona, Écija, Granada, en bedreigde ook anderen, zoals Córdoba en Sevilla. In het geval van Valencia waren zij de laatste heersers van het gebied vóór de christelijke verovering door Jacobus I de Veroveraar.

## Heersers

### Almoravidische wali's
- Abd-Allah ibn Sad ibn Mardanish (1145-1146): wali (gouverneur) van de Taifa van Valencia, namens de wali van Murcia, Ibn 'Iyad.
- Mohammad ibn Mardanish (1146-1147): zoon van de vorige, Wali van Valencia en Murcia. Hij riep zichzelf uit tot emir (koning) van de Taifa van Murcia.

### Onafhankelijke emirs
- Mohammed ibn Mardanish (1147-1172). Hij riep zichzelf uit tot emir van de Taifa van Murcia.
- Abu-l-Hajjaj Yússuf (1147-1171), broer van de vorige, valí van de onafhankelijke Taifa van Valencia in naam van zijn broer, de emir Mohammad ibn Mardanish.

### Almohadische wali's
- Abu-l-Hajjaj Yussuf (1171-1186): Na de dood van zijn broer werd hij wali van Valencia, afhankelijk van de Almohaden.
- Zayyan ibn Mardanish (1186-1238), kleinzoon van Abu-l-Hajjaj Yussuf, wali van Valencia (slechts in een deel van het grondgebied).